# Lothar Schnitzler

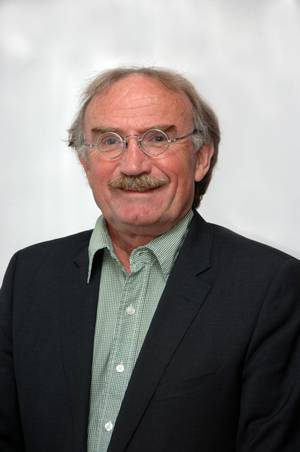
Lothar Schnitzler (2019)

Lothar Schnitzler (* 24. Mai 1947 in Saarbrücken) ist ein deutscher Politiker (Piratenpartei Deutschland, ehemals Partei Die Linke) und ehemaliges Mitglied im Landtag des Saarlandes. Er war Mitglied der Fraktion Die Linke im Saarbrücker Stadtrat. Am 5. Februar 2019 wurde bekannt, dass er die Linke verlassen hat und Mitglied der Piratenpartei geworden ist.

## Leben und Beruf
Lothar Schnitzler machte eine Lehre als Starkstromelektriker, danach bildete er sich zu staatlich geprüften Elektrotechniker weiter. Nach der Abendschule absolvierte er ein Studium als Grund- und Hauptschullehrer und schloss ein weiteres Studium als Diplom-Psychologe an. Seitdem arbeitet er als Kindertherapeut, Legasthenietrainer und Kommunikationsberater.

## Parteipolitik
2006 wurde Lothar Schnitzler Mitglied der Partei Die Linke. Vorher hatte er sich politisch in der SPD engagiert. Er wurde in seiner neuen Partei in den Landesvorstand gewählt und war zusätzlich Kulturpolitischer Sprecher.
Bei der Landtagswahl im Saarland 2009 wurde Lothar Schnitzler in den Landtag des Saarlandes gewählt. Für seine Fraktion war er kultur- sowie seniorenpolitischer Fachsprecher. Er war Vorsitzender im Ausschuss für Inneres und Datenschutz und Mitglied im Ausschuss für Bildung, Kultur und Medien, im Ausschuss für Europaangelegenheiten sowie für Fragen des Interregionalen Parlamentarierrates sowie im Ausschuss für Finanzen und Haushaltsfragen.
Mit der vorgezogenen Landtagswahl vom 25. März 2012 schied er aus dem Landtag aus. Seit September 2014 ist er Mitglied im Stadtrat Saarbrücken. Er vertritt die Fraktion Die Linke im Finanz- und Liegenschaftsausschuss und im Kulturausschuss. Er ist finanz-, verkehrs- und kulturpolitischer Sprecher seiner Fraktion.

### Wechsel zur Piratenpartei
Am 5. Februar 2019 wurde bekannt, dass Lothar Schnitzler die Linke verlassen hat und Mitglied der Piratenpartei geworden ist. Er begründete seinen Schritt auf der Homepage der Piratenpartei Saarland damit, dass er die etablierten Parteien als gescheitert ansieht.

## Politische Positionen
Schnitzler tritt für einen konsequenten Ausbau des Sozialstaats ein. Er sieht insbesondere die durch die Hartz-Reformen eingeleiteten Veränderungen der Lohn- und Arbeitsmarktpolitik kritisch. Er fordert einen regulierten Arbeitsmarkt mit Vollzeitarbeitsplätzen, die tarifvertraglich entlohnt werden. Für Langzeitarbeitslose fordert er einen öffentlich finanzierten Arbeitsmarkt. Um die notwendige finanzielle Basis für eine Ausweitung der Arbeits- und Sozialpolitik zu schaffen, hält Schnitzler Steuererhöhungen (vor allem Vermögens-, Erbschafts- und Finanztransaktionssteuern) für erforderlich. Er ist Befürworter einer Mindestrente in Höhe von 1.050 Euro und schlägt die Einführung des Bürgerversicherungsprinzips im Bereich der Rentenversicherung vor. Versicherungspflichtig sollen dann auch alle Selbstständigen, Beamte und Politiker sein. In der Bildung tritt er für die Gemeinschaftsschule ein, in der all Kinder bis zum zehnten Schuljahr gemeinsam unterrichtet werden. Berufliche Abschlüsse, vor allem Meisterbrief und Technikerabschluss müssen seiner Auffassung nach zum Studium berechtigen.